# Es el momento
«Es el momento» es una canción de estilo pop interpretada por Mariana Magaña, Nicole Luis, Diana Santos y Stephie Camarena del elenco de la Serie original de Disney Channel Latinoamérica, Cuando toca la campana. Fue lanzada por el canal Disney Channel Latinoamérica el 4 de febrero de 2011 para promocionar la primera temporada de Cuando toca la campana. La canción habla sobre el amor de las chicas hacía los chicos y del momento perfecto para confesárselo.

## Producción
"Es el momento" fue lanzada el 4 de febrero de 2011 por Disney Channel Latinoamérica. La canción fue estrenada en Radio Disney Latinoamérica el mismo mes y fue mostrada e ilustrada en el episodio nueve de la primera temporada.

## Recepción

### Crítica
El sencillo fue generalmente bien recibido de parte de la audiencia y críticos. El vídeo recibió de parte de Youtube una puntuación positiva y el 85% de los votantes dieron un examen positivo, basado en una muestra de 357 reseñas, con una valoración alta de 9,2 sobre 10.

### Posición
«Es el momento» duró, por más de un mes, entre los primeros 15 temas más pedidos de Radio Disney Latinoamérica. También el vídeo musical de la canción, alcanzó más de 200 visitas en Youtube, siendo uno de los vídeos musicales latinoamericanos más reproducidos en Youtube.

## Videoclip
El video musical fue publicado oficialmente en Youtube el 4 de febrero de 2011 por la cuenta oficial de Disney Channel Latinoamérica. La intención de los productores era que algunas chicas se identificaran con la canción. 
El video se ambientaliza en un parque de diversiones; comienza cuando las chicas y los chicos se encuentran y se reúnen ahí , después empiezan cantando las chicas la primera estrofa donde hay unas cortinas moviéndose con brisa detrás de ellas con diferentes colores y después canta el coro comenzando a mostrar a Mariana Magaña (Barbi) que entra al juego de las tazas y después se unen las demás chicas y cantan con ella; en una escena se muestra a Nicole Luis (Lucía) siendo vista por Leonel Deluglio (Miguel) con una mirada de amor. Después cuando empieza la segunda estrofa aparecen las chicas con una pelucas y se muestra una escena de amor entre Diana Santos (Ana) y  Jorge Blanco (Pablo) y después se muestra a Eva De Dominici (Paola) firmando autógrafos siendo, más tarde, abandonada por los chicos. En el segundo coro hay una coreografía a lo largo del parque de diversiones donde aparecen todos con cameos y más. El video termina mostrando a todas las chicas con pelucas riéndose y dando besos a la cámara. 
Diana Santos comentó: «Es un video divertido donde venimos a pasar un buen rato, a cantar, bailar, subirnos a los juegos y vamos caminando y nos damos cuenta que es el momento, ¿No?»; También  Jorge Blanco dijo: «Es el momento en el que debemos avanzar en la vida y disfrutar con todas sus amistades y tal vez encontrar el amor...», refiriéndose a las escenas románticas que aparecen en el vídeo.

## Posiciones
| Posición (2011)      | Puesto más alto |
| -------------------- | --------------- |
| Radio Disney Ranking | 15              |